# Évêque de Barking
L'évêque de Barking (Bishop of Barking en anglais) est un titre épiscopal utilisé par un évêque suffragant du diocèse de
l'Église d'Angleterre de Chelmsford, dans la province de Canterbury en Angleterre.
L'évêque actuel est Peter Hill, ancien Archidiacre de Nottingham. Il a été consacré évêque à la cathédrale St Paul's le 25 juillet 2014 et a commencé son ministère public en tant qu'évêque de Barking à l'automne 2014.
L'area de Barking comprend les quartiers de Barking et Dagenham, Havering, Newham, Redbridge et Waltham Forest, dans l'est de Londres, ainsi que les districts de Epping Forest et de Harlow, dans l'ouest de l'Essex. La population est de 1,3 million et comprend un large mélange d'ethnie et de culture. L'area comprend 166 églises, dont 60 sont situées dans des paroisses urbaines prioritaires. L'area de Barking comprend également le site principal des Jeux olympiques d'été de 2012 à Londres. Au départ, le siège était suffragant pour l' évêque de St Albans. Le diocèse de Chelmsford n'a été créé qu'en 1914. The bishops suffragan of Barking have been area bishops since the Chelmsford area scheme was erected in 1983. Les évêques suffragants de Barking sont des évêques de secteur depuis la création du système de secteur de Chelmsford en 1983.

## Liste des évêques
| Évêque de Barking | Évêque de Barking | Évêque de Barking | Évêque de Barking                                                                        |
| De                | Jusqu'à           | Titulaire         | Notes                                                                                    |
| ----------------- | ----------------- | ----------------- | ---------------------------------------------------------------------------------------- |
| 1901              | 1919              | Thomas Stevens    | (1841–1920). Aussi Essex (1895–1920).                                                    |
| 1919              | 1948              | James Inskip      | (1868–1949). Aussi Archidiacre d'Essex (1920–1922); Archidiacre de West Ham (1922–1948). |
| 1948              | 1959              | Hugh Gough        | (1905–1997). Aussi Archidiacre de West Ham (1948–1958); Translation à Sydney.            |
| 1959              | 1975              | William Chadwick  | (1905–1991)                                                                              |
| 1975              | 1983              | James Adams       | (1915–1999)                                                                              |
| 1983              | 1990              | James Roxburgh    | (1921–2007) Premier évêque de secteur.                                                   |
| 1991              | 2002              | Roger Sainsbury   | (b. 1936)                                                                                |
| 2002              | 30 March 2014     | David Hawkins     | (b. 1949)                                                                                |
| 25 juillet 2014   | présent           | Peter Hill        | Auparavant Archidiacre de Nottingham.                                                    |
| Source(s):        |                   |                   |                                                                                          |